# ستان ونستون
ستان ونستون (بالإنجليزية: Stan Winston)‏ (و. 1946 – 2008 م) هو مخرج أفلام، وفنان الماكياج، ومنتج أفلام، ومهندس، وكاتب، وممثل، والماكياج المسرحي أمريكي، ولد في مقاطعة أرلنغتون، فيرجينيا، توفي في ماليبو، كاليفورنيا، عن عمر يناهز 62 عاماً، بسبب ورم نخاعي متعدد.

## التعليم
تعلم في جامعة فرجينيا، وجامعة كاليفورنيا الحكومية في لونغ بيتش.

## جوائز وترشيحات
حصل على جوائز منها:
جوائز
- جائزة الأوسكار لأفضل تأثيرات بصرية، عن عمل: الحديقة الجوراسية
- جائزة الأوسكار لأفضل تأثيرات بصرية، عن عمل: يوم الحساب
- جائزة الأوسكار لأفضل تأثيرات بصرية، عن عمل: فضائيون
- جائزة الأوسكار لأفضل مكياج وتصفيف شعر، عن عمل: يوم الحساب
- جائزة إيمي

ترشيحات
- جائزة الأوسكار لأفضل تأثيرات بصرية، عن عمل: الحديقة الجوراسية
- جائزة الأوسكار لأفضل تأثيرات بصرية، عن عمل: الذكاء الاصطناعي
- جائزة الأوسكار لأفضل تأثيرات بصرية، عن عمل: بريداتور
- جائزة الأوسكار لأفضل مكياج وتصفيف شعر
- جائزة الأوسكار لأفضل مكياج وتصفيف شعر، عن عمل: إدوارد ذو الأيدي المقصات
- جائزة الأوسكار لأفضل مكياج وتصفيف شعر، عن عمل: عودة الرجل الوطواط

ترشح لـ:
- جائزة الأوسكار لأفضل مكياج وتصفيف شعر، عن عمل: Heartbeeps [الإنجليزية]‏
- جائزة الأوسكار لأفضل تأثيرات بصرية، عن عمل: بريداتور
- جائزة الأوسكار لأفضل تأثيرات بصرية، عن عمل: تيرميناتور 2: يوم الحساب
- جائزة الأوسكار لأفضل تأثيرات بصرية، عن عمل: الحديقة الجوارسية
- جائزة الأوسكار لأفضل تأثيرات بصرية، عن عمل: العالم المفقود: الحديقة الجوراسية
- جائزة الأوسكار لأفضل تأثيرات بصرية، عن عمل: فضائيون
- جائزة الأوسكار لأفضل مكياج وتصفيف شعر، عن عمل: تيرميناتور 2: يوم الحساب
- جائزة الأوسكار لأفضل مكياج وتصفيف شعر، عن عمل: عودة الرجل الوطواط
- جائزة الأوسكار لأفضل مكياج وتصفيف شعر، عن عمل: إدوارد ذو الأيدي المقصات
- جائزة الأوسكار لأفضل تأثيرات بصرية، عن عمل: أي آي : الذكاء الاصطناعي.

## وصلات خارجية
- ستان ونستون على موقع IMDb (الإنجليزية)
- ستان ونستون على موقع ألو سيني (الفرنسية)
- ستان ونستون على موقع أول موفي (الإنجليزية)
- ستان ونستون على موقع قاعدة بيانات الأفلام السويدية (السويدية)
- ستان ونستون على موقع إن إن دي بي (الإنجليزية)
- ستان ونستون على موقع قاعدة بيانات الفيلم (الإنجليزية)
- ستان ونستون على موقع كينوبويسك (الروسية)